# GoodGame.ru
GoodGame.ru — российский видеостриминговый сервис, посвящённый прямым трансляциям, киберспортивным турнирам и новостям из мира компьютерных игр. Начал работу 6 марта 2008 года.

## Описание
Goodgame - платформа для просмотра и проведения прямых трансляций(стримов). На сайте можно увидеть стримы прохождения комьютерных игр, трансляции киберспортивных турниров с комментариями, а также разговорные стримы/общение с чатом (IRL). Помимо этого доступны клипы с яркими моментами, раздел новостей, с регулярно выходящими статьями на околоигровую тематику, турнирный модуль и форум.
Сервис доступен через браузер на любом устройстве, включая приложения для iOS и Android.

### Стриминговый сервис
Каждый пользователь может создать свой канал для проведения прямых трансляций, общаться во время прямых эфиров в чате, создавать клипы ярких моментов трансляций.
Сайт предоставляет обширный возможности для монетизации своих эфиров: встроенная система пожертвований(донатов), платные подписки на канал с персональными смайликами, а также блок челленджей(заданий) для проведения интерактивных эфиров.
Стримеру предоставляется возможность параллельно с трансляцией на сайте запускать параллельный эфир(рестримы) на другие видеостриминговые сервисы с помощью встроенного функционала сайта.

### Турнирный модуль
Портал имеет свой турнирный модуль, позволяющий проводить и участвовать в турнирах разного формата и сложности, в том числе с призовым фондом победителям.
На портале регулярно проводятся киберспортивные турниры от разных организаторов по таким дисциплинам как:
- Warcraft III: The Frozen Throne
- StarCraft II: Legacy of the Void
- Age of Empires II: The Conquerors
- Honest War и другим

## История
Сайт был зарегистрирован как средство массовой информации 9 июня 2008 г. Документ был получен сайтом 28 ноября 2008 г. Причиной задержки были объявлены трудности бюрократического характера, подробности которых не были разглашены.
5 октября 2008 года портал получил награду как лучший киберспортивный портал на игровом фестивале EYE.Foxconn.

### Сотрудничество сWorld Cyber Games
18-го августа 2008 года оргкомитет WCG 2008 Russian Preliminary и портал GoodGame.ru объявили о начале сотрудничества с целью освещения события.

### Участие на турнирах
Портал также участвовал на некоторых турнирах среди прессы. Первым таким турниром стал Cyberarena Media League от портала cyberarena.tv, в котором команда GoodGame.ru заняла седьмое место в первом групповом этапе. Второй турнир, Arbalet Cup: Press on Fire, стал более удачным — команда заняла 3-е место, принеся в копилку сайта $6000.